# Canhão de elétrons

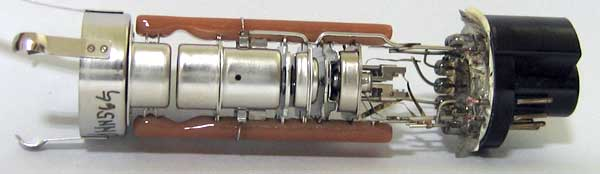
Canhão de elétrons de um tubo de raios catódicos.

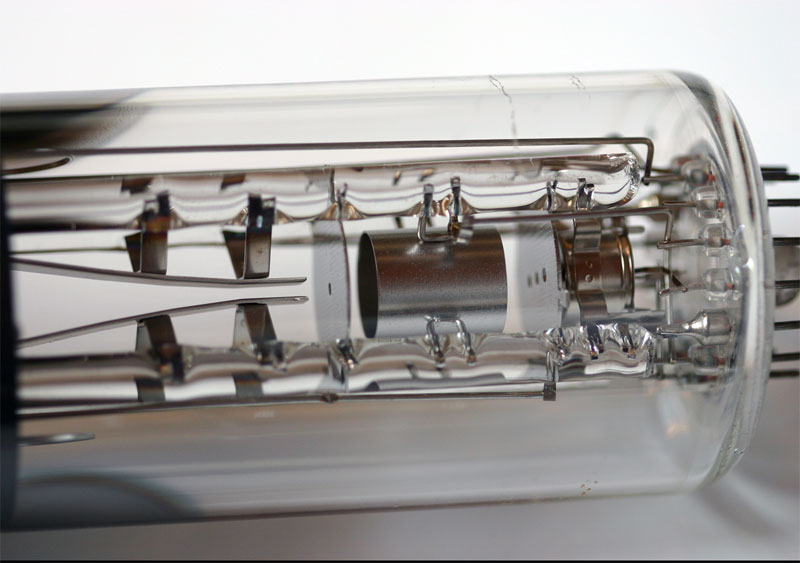
Canhão de elétrons de um osciloscópio CRT

Um canhão de elétrons, também chamado emissor de elétrons, é um componente elétrico que produz um feixe de elétrons com energia cinética precisa e é mais frequentemente usado em televisões e monitores com tecnologia de tubo de raios catódicos, assim como em outros instrumentos, tais como microscópios eletrônicos e aceleradores de partículas.
Canhões de elétrons podem ser classificados de várias maneiras:
- pelo tipo de geração de campo elétrico (corrente contínua ou radiofrequência);
- pelo mecanismo de emissão (termiônica,  fotocátodo, emissão fria (por campo), fonte de plasma);
- por foco (eletrostático puro ou com campos magnéticos);
- pelo número de eletrodos.